# "Weird Al" Yankovic (álbum)
"Weird Al" Yankovic" ("Raro Al" Yankovic) es el álbum debut del músico paródico estadounidense "Weird Al" Yankovic, lanzado en 1983. Fue producido por Rick Derringer, quién produciría varios más de los álbumes de Yankovic. Fue grabado en su mayoría en marzo de 1982, y lanzado originalmente en vinilo y casete. Es el único álbum de Yankovic en el que el acordeón es el instrumento predominante en todas las canciones, además, de entre las 12 canciones, sólo 5 son parodias.
El álbum en general es una parodia de algunos éxitos pop y rock de finales de los 70 a inicios de los 80, junto a una sátira de la cultura americana hasta ese momento. Entre las canciones, hay parodias de Toni Basil, Joan Jett, Stevie Nicks, The Knack y Queen.
Dado al éxito underground de "My Bologna" y "Another One Rides the Bus", lanzados con anterioridad, el álbum llegó al puesto 139 de las listas Billboard 200. En su lanzamiento, obtuvo una recepción tibia por parte de los críticos, creyendo que Yankovic se trataba de un artista hecho en el momento que no pasaría de su estigma de músico comédico.

## Contenido
- Ricky: Parodia de «Mickey» de Toni Basil. Es una oda a la famosa serie televisiva Yo amo a Lucy, con Yankovic haciendo del papel de Ricky y Tress MacNeille como Lucy.
- Gotta Boogie: Canción original. El título es un juego de palabras entre "boogie", de bailar y de un término en inglés usado para referirse a un moco; el título podría interpretarse como «Got a Boogie» (Tengo un moco). Es sobre un hombre que quiere sacarse un moco de su nariz durante una fiesta.
- I Love Rocky Road: Parodia de «I Love Rock 'n' Roll» de The Arrows, aunque esta versión es una parodia de la popular versión de Joan Jett; en esta canción, el narrador habla de su amor por el helado del título.
- Buckingham Blues: Canción original. Es un blues satirizando la mundana vida del príncipe Carlos y la princesa Diana. Iba a ser originalmente una parodia de «Jack & Diane» de John Mellencamp.
- Happy Birthday: Canción punk parodiando a Tonio K. Es una canción mórbidamente deprimente de cumpleaños hablando de muchos de los males del mundo. Fue hecha por Yankovic al ver que sólo había dos canciones populares de cumpleaños (la tradicional «Cumpleaños feliz» y «Birthday» de The Beatles).
- Stop Draggin' My Car Around: Parodia de Stop Draggin' My Heart Around de Stevie Nicks. Es el lamento de un tipo "genial" tratando de salvar su auto Plymouth de 1964.
- My Bologna: Parodia de My Sharona de The Knack. Sobre la obsesión del narrador con la bolonia. Esta canción apareció originalmente en un sencillo de 1979 publicado por Capitol Records, y fue regrabado para la ocasión.
- The Check's in the Mail: Canción original. Parodia a las prevaricaciones de negocios.
- Another One Rides the Bus: Parodia a Another One Bites the Dust de Queen. Sobre el estrés del narrador en estar en un bus lleno de gente. La grabación oída en el álbum es de 1980, de The Dr. Demento Show.
- I'll Be Mellow When I'm Dead: Canción original. En ella, el narrador rechaza el estilo de vida hippie y yuppie. Irónicamente, al contrario de lo que dice la canción, Yankovic se hizo vegetariano unos años después.
- Such A Groovy Guy: Canción original parodiando el narcisismo.
- Mr. Frump in the Iron Lung: Canción original. Habla de la "relación" entre el narrador y el señor Frump, quién se encuentra en un pulmón de acero y muere al final.

## Lista de temas

### Cara 1
1. "Ricky" (orig. Mike Chapman, Nicky Chinn, arr. "Weird Al" Yankovic)[2] – 2:36
2. "Gotta Boogie" (Yankovic) – 2:14
3. "I Love Rocky Road" (orig. Jake Hooker, arr. Yankovic) – 2:36
4. "Buckingham Blues" (Yankovic) – 3:13
5. "Happy Birthday" (Yankovic) – 2:28
6. "Stop Draggin' My Car Around" (orig. Tom Petty, arr. Yankovic)[3] – 3:16

### Cara 2
1. "My Bologna" (orig. Doug Fieger, Berton Averre, arr. Yankovic)[4] – 2:01
2. "The Check's in the Mail" (Yankovic) – 3:13
3. "Another One Rides the Bus" (orig. John Deacon, arr. Yankovic)[5] – 2:40
4. "I'll Be Mellow When I'm Dead" (Yankovic) – 3:39
5. "Such a Groovy Guy" (Yankovic) – 3:02
6. "Mr. Frump in the Iron Lung" (Yankovic) – 1:54